# Furia (groupe français)
Furia est un groupe de death metal mélodique français, originaire de Mâcon, en Saône-et-Loire. En 2008, le groupe publie l'EP six titres, et dernier album, Blast n' Fuck. Depuis cette sortie, le groupe est en inactivité et se sépare.

## Biographie
Furia est formé en juin 1997. Entre mai 1998 et mars 1999, le groupe enregistre deux démos et se produit sur une trentaine de dates à travers toute la France. Peu à peu, la formation renforce sa position d’espoir dans l’underground français. Par la suite, il enregistre un mini-CD, Le Jardin d'Eden, qui permet au groupe de se voir proposer un contrat et un premier album par le label français Adipocere Records. 
L'album À la quête du passé est publié en septembre 2001 au label Adipocere Records. La production est effectuée dans le home studio du chanteur et guitariste Mickaël. Furia sort ensuite en avril 2003 chez Adipocere, son deuxième opus, Un Lac de larmes et de sang, masterisé au célèbre studio finlandais Finnvox. Le reste de l’année 2003 sera alors consacré aux concerts avec notamment une participation au festival de la Rotonde, au Nuclear Festival, et au Festival de Noël à Limoges. Durant tout l’été 2003, le groupe prépare son nouveau show qui allie musique et image. Pour la première fois en France, un groupe de metal se déplace avec un spectacle et diffuse en même temps qu’il joue, des images spécialement réalisées pour lui. Le 4 octobre, Furia filme avec six caméras son concert de Mâcon afin de réaliser le DVD live La Source Noire.
En 2005, le groupe publie l'EP Re-Birth, qui est un avant-goût de leur troisième album à paraître. En janvier 2006, sort Kheros, le troisième album du groupe,,. Pour la première fois et grâce à Season of Mist, le groupe bénéficie d’une distribution dans 50 pays. Selon le claviériste Mehdi, « Notre dernier album Khéros a été enregistré et mixé avec plusieurs semaines de décalage. Il a été enregistré dans des conditions un peu particulières. Nous avions rencontré des problèmes techniques notamment liés aux locaux du studio, ce qui a fait par la suite que le son n'était pas celui que nous voulions, surtout au niveau des guitares. Les trois albums traitent tous de la même chose : un homme qui se cherche ou plutôt qui se recherche. Cette recherche le conduit ensuite à affronter certaines dures réalités, à se battre contre les gens de sa propre famille. C'est très général comme explication mais après tu adaptes ce thème d'une façon héroico fantaisiste, tu obtiens À La quête du passé, après tu rajoutes à cette recette une touche de modernisme, de folie et d'irrationnel, tu obtiens Un Lac de larmes et de sang et pour finir, tu essaies de faire de cette histoire un film, tu obtiens Khéros. » La même année, le groupe se produit sur une quinzaine de dates sur le premier semestre 2006 dont une apparition au Montreux Jazz Festival 2006.
En 2008, le groupe publie l'EP six titres, et dernier album, Blast n' Fuck,. Depuis cette sortie, le groupe est en inactivité et se sépare.

## Membres

### Derniers membres
- Julien Nicolas - batterie[1]
- Damien Paquet - chant[1]
- Sébastien Lobut - guitare (1997-2005, 2007-?)[1]
- Mickaël Vallesi - guitare, chant (1997-?)[1]

### Anciens membres
- Médéric Moge - batterie[1]
- Mehdi Khadouj - claviers, chœurs (?-2006)[1]
- Eulalie - violon (session) (?-2004)[1]
- Nicholas Perchaud - chant[1]
- Guillaume Maucelli - basse (1997-2006)[1]
- Sébastien Gilot - batterie (1997-?)[1]
- François Romand - clavier (1997-1999)[1]
- Isabelle Vailler - clavier (1999-2001)[1]
- Stéphane Grand - guitare (2005-2007)[1]
- Frédéric Caillat-Miousse - basse (2006-2007)[1]

## Discographie

### Albums studio
- 2001 : À la quête du passé
- 2003 : Un lac de larmes et de sang
- 2006 : Kheros

### EPs
- 2000 : Le Jardin d'Eden
- 2005 : Re-Birth
- 2008 : Blast n' Fuck